# 3301 Jansje
3301 Jansje è un asteroide della fascia principale. Scoperto nel 1978, presenta un'orbita caratterizzata da un semiasse maggiore pari a 2,2340703 au e da un'eccentricità di 0,1519569, inclinata di 5,06786° rispetto all'eclittica.
L'asteroide è dedicato alla madre di Arie Verveer, che lavorava nell'osservatorio autore della scoperta.